# Theodore van Elsen
Pour les articles homonymes, voir Elsen.
Conrad Theodoor van Elsen dit Theodore van Elsen, né à Java le 25 septembre 1896 et mort à Paris le 16 janvier 1961, est un peintre, graveur et illustrateur français.

## Biographie
Dessinateur, principalement d'humour, il collabore à divers journaux illustrés à partir de 1920 tels Le Journal, Le Rire, Ric et Rac ou Ridendo. Il se fait remarquer pour ses illustrations grinçantes, grivoises, parodiques et impitoyables. 
Il expose au Salon des humoristes de 1929 les toiles Le Travail, Elle est bien maigre et Gueux.

## Publications
- Honoré de Balzac, Le Père Goriot : illustrations, têtes de chapitres et culs-de-lampe d'après les originaux de Van Elsen, Collection Athêna-Luxe, Éditions Athêna, Paris, 1950.